# Isan-myeon
Isan-myeon (koreanska: 이산면)  är en socken i den centrala delen av Sydkorea, 170 km sydost om huvudstaden Seoul. Den ligger i stadskommunen Yeongju i provinsen Norra Gyeongsang. 